# Yokosuka
Yokosuka (横須賀市, Yokosuka-shi) és una ciutat costanera de la prefectura de Kanagawa, al Japó.
La seva població és de 428.940 habitants (2006) i una densitat de població de 4.120 persones per quilòmetre quadrat. La superfície total és de 100,7 km². Yokosuka és l'11a ciutat més poblada de l'Àrea metropolitana de Tòquio, i la dotzena (12a) a la Regió de Kantō.

## Història

### Període Antic
L'àrea al voltant de l'actual ciutat de Yokosuka ha estat habitada des de fa milers d'anys. Els arqueòlegs han trobat eines de pedra i middens de la closca del període paleolític japonès i fragments de ceràmica dels períodes Jōmon i Kofun en nombrosos llocs de la zona. Durant el període Heian, el cap local Muraoka Tamemichi establir el castell de Kinugasa l'any 1063. Va ser l'ancestre del clan Miura, que posteriorment va dominar la part oriental de la Província de Sagami durant els següents setanta anys. El clan de Miura va recolzar Minamoto no Yoritomo en la Fundació del shogunat Kamakura, però més tard van ser aniquilades per Hōjō Tokiyori el 1247. Tanmateix, el cognom s'afilià al partidari del clan Hōjō, i el Miura van continuar tenint el poder a la península de Miura durant el període Muromachi fins que foren derrotats al castell d'Arai en un atac de 1518 dels Hōjō Sōun. Després de la derrota del clan Hōjō tardà a la batalla d'Odawara, Toyotomi Hideyoshi va transferir a Tokugawa Ieyasu per controlar la regió de Kantō, incloent-hi Yokosuka el 1590.
L'aventurer William Adams (inspiració per a un personatge en la novel·la Shōgun), el primer britànic a posar peu al Japó, arribat a bord del vaixell holandès de comerç Liefde, a la ciutat d'Uraga l'any 1600. El 1612, se li va concedir el títol de samurai i un feu a Hemi dins dels límits de l'actual Yokosuka, a causa de seus serveis al Shogunat Tokugawa. Un monument a William Adams (anomenat Miura Anjin en japonès) és un local mític de Yokosuka.
Durant el període Edo, el territori de Yokosuka tenryō controlat directament pel shogunat Tokugawa, però administrat a través de diversos hatamoto. Per la seva ubicació estratègica a l'entrada a la badia de Tòquio, el shogunat va establir la posició de vigilància d'Uraga Bugyō, l'any 1720, i totes les embarcacions enviades a la badia estaven obligades a passar una inspecció. Com les preocupacions sobre el creixent nombre d'incursions per vaixells estrangers i intenta acabar la política d'autoaïllament nacional del Japó, el shogunat va establir un nombre de bateries d'artilleria de costa al voltant de Yokosuka, incloent-hi una posició avançada a Ōtsu, l'any 1842. Tanmateix, malgrat aquests esforços, el 1853, el Comandant naval dels Estats Units Matthew Perry va arribar a la badia de Tòquio amb la seva flota de vaixells negre i va arribar a terra ferma a Kurihama, al sud de Yokosuka, conduí a l'obertura de diplomàtiques i comercials de les relacions entre el Japó i els Estats Units. El Kanrin Maru va sortir del port de Yokosuka, 1860, amb la primera missió diplomàtica japoneses als Estats Units, que van començar al mateix any, 1860.

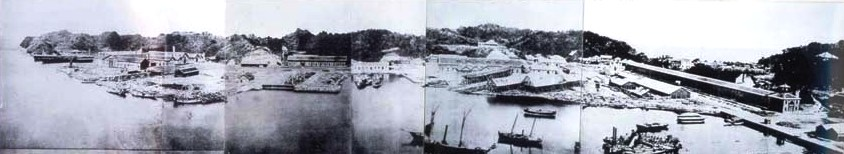
Construcció de l'arsenal naval del Japó, l'any 1870

Durant el turbulent període Bakumatsu, el shogunat va seleccionar Yokosuka com a portal d'una base naval moderna i va contractar l'enginyer francès Léonce Verny, l'any 1865 per supervisar el desenvolupament d'instal·lacions de construcció naval, començant amb la fosa de ferro de Yokosuka. Arsenal Naval de Yokosuka es va convertir en el primer arsenal modern que es crearan al Japó. La construcció de l'arsenal va ser el punt central d'una infraestructura moderna global, que va resultar un primer pas important per a la modernització de la indústria del Japó. Edificis moderns, Hashirimizu fluvial, foneries, fàbriques de totxo i escoles tècniques formar tècnics japonesos es van establir.

### Període Meiji fins a l'actualitat
Després de la Restauració Meiji, l'arsenal va ser assumida per l'Armada Imperial Japonesa, i l'àrea de Yokosuka moderna es va reorganitzar a la ciutat d'Uraga i nombrosos pobles dins del districte Miura de la Prefectura de Kanagawa. El poble de Yokosuka va ser elevat a la categoria de ciutat en 1878 i va esdevenir la capital del districte de Miura. En 1889, el ferrocarril de Yokosuka va obrir, connectant Yokosuka de Yokohama i Tòquio. Yokosuka va ser elevat a la categoria de ciutat el 15 de febrer de 1907.
A partir de 1916, Oppama a Yokosuka va ser desenvolupat com l'Arsenal Naval de Yokosuka, i molts dels avions de combat posteriorment operaven pel Servei Aeri de l'Armada Imperial Japonesa s'han desenvolupat o provat a Yokosuka. L'Arsenal Naval de Yoksouka també va seguir augmentant al segle xx, i la producció inclou cuirassats com el Yamashiro, i portaavions com Hiryū i Shōkaku. Vaixells de guerra més petits van ser construïts en la propietat privada Uraga Dock Company. El Districte Naval de Yokosuka va ser el port d'origen de la 1a flota IJN.
El Gran terratrèmol de Kanto de 1923 va causar greus danys a Yokosuka, incloent la base naval que va perdre operacions en dos anys i dels subministraments de petroli. La ciutat va seguir creixent, l'any 1933 amb l'annexió de la veïna Kinugasa i la ciutat de Taura i el poble de Kurihama a 1937. En 1943, la ciutat també va annexar les ciutats i pobles veïns d'Uraga, Kitashimoura, Okusu, Nagai i Takeyama, així com Zushi.

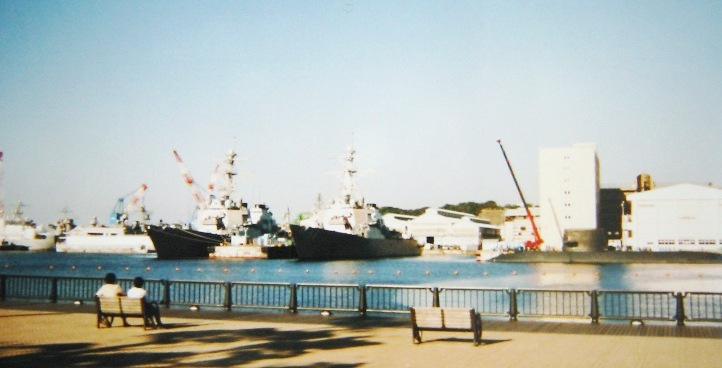
La base naval dels Estats Units a Yokosuka

Durant la Segona Guerra Mundial, Yokosuka va ser bombardejada el 18 d'abril de 1942 per bombarders nord-americans B-25 en l'atac de Doolittle amb poc dany com a represàlia a l'atac a Pearl Harbor. A banda de menors atacs aeris tàctics d'avions de la Marina dels Estats Units, no va ser bombardejat de nou durant la guerra; no obstant això, des de 1938-1945 més de 260 coves en més de 20 xarxes de túnels/coves separades van ser construïts en tota la zona, amb almenys 27 quilòmetres de túnels coneguts dins dels terrenys de la base naval de Yokosuka. Molts més túnels es troben disperses en les àrees circumdants. Durant la guerra, aquests túnels i coves proporcionen àrees en què es podia treballar en secret, fora de perill dels atacs aeris. Un hospital de 500 llits, una gran planta generadora d'energia elèctrica, i una fàbrica de nan submarí i magatzem es troben entre les moltes instal·lacions construïdes. Les forces d'ocupació nord-americanes van aterrar a Yokosuka el 30 d'agost, 1945, després de la rendició del Japó, i la base naval ha estat utilitzat per l'Armada dels Estats Units des de llavors.
Des de la Dècada del 1950, la base naval dels Estats Units de Yokosuka ha estat port d'origen per a la Setena Flota dels Estats Units, i ha exercit un paper de suport fonamental en la Guerra de Corea i la Guerra del Vietnam. Yokosuka va ser el lloc de moltes protestes contra la guerra durant els anys 1960 i 1970. El USS George Washington, anteriorment amb base a Yokosuka, va ser el primer vaixell de propulsió nuclear dels EUA que s'havia basat permanentment al Japó. La Força Marítima d'Autodefensa del Japó també opera un port militar al costat de la base nord-americana, així com nombroses instal·lacions d'entrenament en llocs dispersos per tota la ciutat.
El 2001, Yokosuka va ser designada com a ciutat base, amb una major autonomia del govern central.

## Geografia
És a la boca de la badia de Tòquio, concretament en la península de Miura, que ocupa fins a la badia de Sagami, en l'Oceà Pacífic a l'oest.

Yokosuka a la Prefectura de Kanagawa

### Poblacions properes
Les poblacions veïnes a la ciutat de Yokosuka són: 
- Kanazawa-wu
- Miura
- Hayama
- Zushi

## Economia
A banda de l'impacte econòmic de les seves diverses instal·lacions militars, Yokosuka és també una ciutat industrial, amb fàbriques operades per Nissan Motors i els seus subsidiàries afiliades donen feina a milers de residents locals. El Nissan Leaf, Nissan Cube, i Nissan Juke, models muntats en una planta d'Oppama, 520.000 metres quadrats a Yokosuka. La fàbrica va començar a funcionar el 1961, on el Nissan Bluebird va ser construït originalment. La planta es troba al costat del Centre d'Investigació i Desenvolupament de Nissan, el Oppama prova la terra i el Oppama Wharf, a partir del qual els vehicles dels vaixells de Nissan a Oppama fets i dues plantes de muntatge de vehicles japonesos de Nissan a altres regions del Japó i l'estranger.
El Parc de Recerca de Yokosuka, establert el 1997, és un centre important per a la indústria japonesa de les telecomunicacions, i és on moltes empreses relacionades amb les comunicacions mòbils han establert els seus centres de recerca i desenvolupament i instal·lacions de proves conjuntes.

## Transports

### Amb tren
- Línia de Yokosuka

Taura - Yokosuka - Kinugasa - Kurihama
- Línia Principal Keikyu

Oppama - Keikyū Taura - Anjinzuka - Hemi - Shioiri - Yokosuka-Chūō - Kenritsu Daigaku - Horinouchi - Keikyū Ōtsu - Mabori-Kaigan - Uraga
- Línia Keikyu Kurihama

Horinouchi - Shin-Ōtsu - Kita-Kurihama - Keikyū Kurihama - YRP Nobi - Keikyū Nagasawa - Tsukuihama

### Per carretera
- National Route 16
- National Route 134
- National Route 357

## Educació
Les escoles primàries i secundàries públiques de la ciutat són operades pel Sistema d'Educació de Yokosuka, un departament del Ministeri d'Educació de la Ciutat de Yokosuka. Moltes de les escoles secundàries públiques de Yokosuka, incloent-hi Yokosuka High School, són operats pel Consell de la Prefectura de Kanagawa d'Educació.
La ciutat funciona una escola secundària municipal, Yokosuka Sogo High School.

## Simulacre d'evacuació nuclear
El 26 d'octubre de 2011, la ciutat propera a Tòquio va celebrar el seu accident nuclear d'evacuació-simulacre anual. Aquest exercici es va dur a terme per primera vegada el 2008, quan el portaavions de propulsió nuclear USS George Washington va ser emprat a la base naval nord-americana prop d'aquesta ciutat. Unes 70 persones, residents i bombers van participar en aquest exercici. Els bombers van ordenar als residents de la ciutat per quedar-se a casa, suposant anormalment alts nivells de radiació al voltant de la base nord-americana. La contaminació radioactiva es va controlar al centre de resposta d'emergència de ciutats-funcionaris. L'Armada dels Estats Units es va negar a prendre part en tot això, perquè la impossibilitat de fuites de radiació fora de la base. No obstant això, al desembre de 2011 un altre exercici va ser programat amb Yokosuka i altres ciutats per preparar-se per la possibilitat que les persones a bord de la nau podrien haver estat exposats a la radiació.

## Atraccions locals
Sarushima és una illa deshabitada a la Badia de Tòquio, accessible per transbordador de Yokosuka.

El Cuirassat Mikasa, vaixell insígnia de l'almirall Tōgō Heihachirō a la batalla de Tsushima, construït a Gran Bretanya per Vickers, es conserva en terra ferma en Yokosuka. És un museu, amb actors vestits com a membres de la tripulació original, i pot ser visitat per un preu d'entrada de 500 iens.

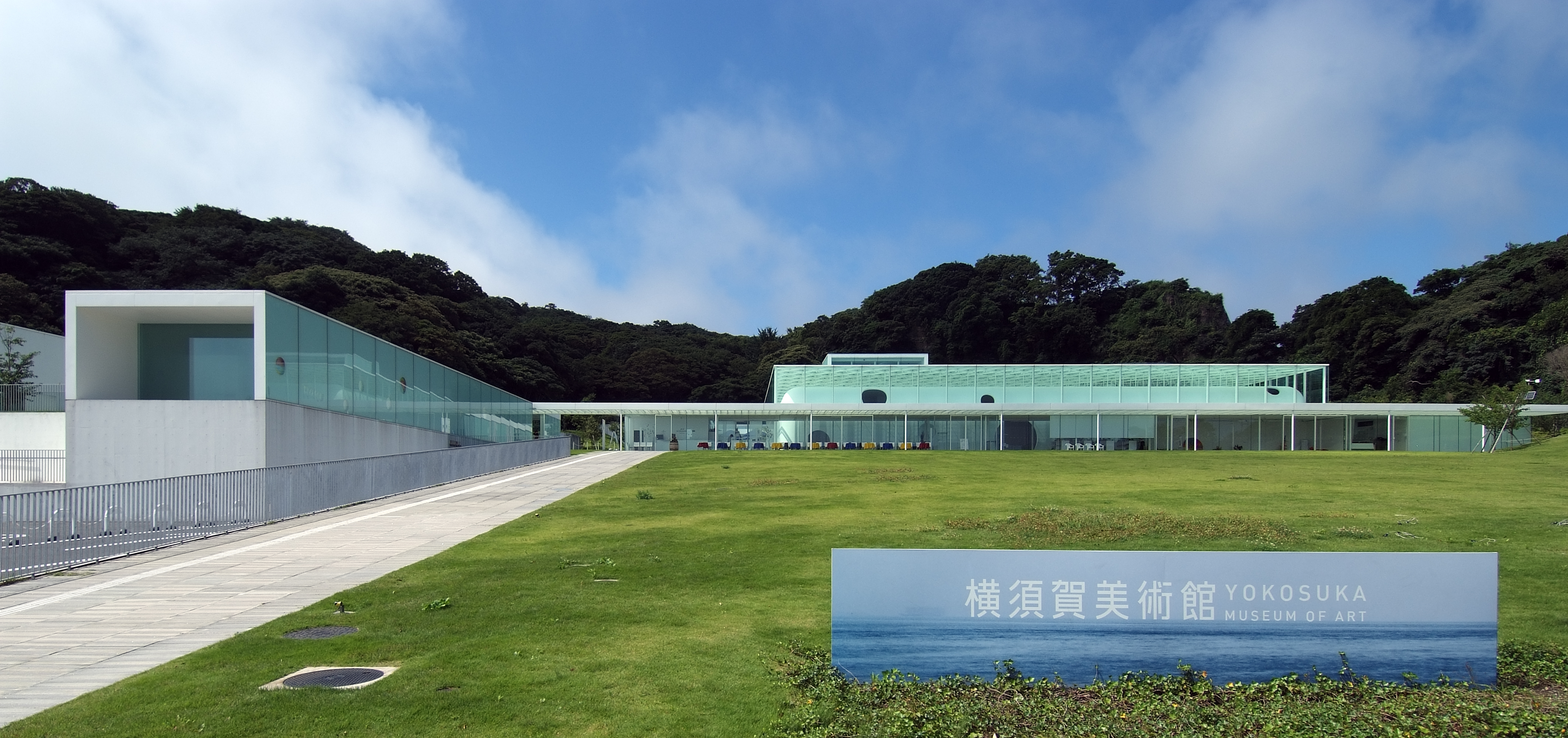
Museu d'Art de Yokosuka, dissenyat per Riken Yamamoto al 2007

El club Aliança que es troba just dins de la porta principal de la base naval de Yokosuka, inaugurat el 1983.
Se substitueix l'antic club Aliança que va ser demolit per donar pas al Prince Hotel. L'antic club Aliança és on Ryudo Uzaki va començar la seva carrera tocant rock and roll. "El Honch," la meca de les compres i la vida nocturna i situat just fora de les portes principals de la base naval de Yokosuka, és una atracció popular per als turistes i mariners estacionats als voltants, així com els residents locals japonesos.
El Museu d'Art de Yokosuka, part del complex de la plaça de la Badia de Kenzō Tange, és un lloc per a l'òpera, concerts d'orquestra, música de cambra, i les pel·lícules.
El carrer Dobuita està situat a les proximitats de la Base naval dels Estats Units. Per tant, aquest carrer té molta influència americana, amb moltes botigues que accepten dòlars americans. A la nit, el carrer es converteix en la barra del club local i de districte per la zona.
El museu en memòria del músic de rock and roll, Hide, nadiu de Yokosuka, va obrir en 2000. Segons algunes informacions, l'anterior primer ministre del Japó, Junichiro Koizumi, va estar molt influenciat d'aquesta banda perquè era un gran fan. The museu va romandre obert, descartant la idea inicial de tres anys, arribant als cins anys, abans de tancar el 25 de setembre de 2005.

## En la cultura popular
Yokosuka és l'escenari principal per al videojoc de món obert Shenmue Sega Dreamcast que es troba al carrer Dobuita l'any 1987. D'altra banda, el títol de Playstation Front Mission 3, i Shohei Imamura (1961), la nova onada de cinema Porcs i Cuirassats va tenir lloc a Yokosuka. A més, Yokosuka és la localització de la batalla culminant en la pel·lícula Terror a Mechagodzilla.

## Agermanament
Yokosuka té agermanaments amb altres quatre ciutats:
- Corpus Christi, Texas, Estats Units (des del 18 d'octubre de l'any 1962)
- Brest, França (des del 26 de novembre de l'any 1970)
- Fremantle, Austràlia (des del 25 d'abril de l'any 1979)
- Medway (Anglaterra), Anglaterra (des del 26 d'agost de 1998)

Yokosuka té una situació de ciutat amistosa amb:
- Aizuwakamatsu, Japó (des del 17 d'abril de 2005)

## Persones notables
Una de les raons per la qual la ciutat és coneguda, és perquè a Yokosuka va néixer Hide Matsumoto, guitarrista del grup de rock X Japan.